# Anna Karolina Orzelska

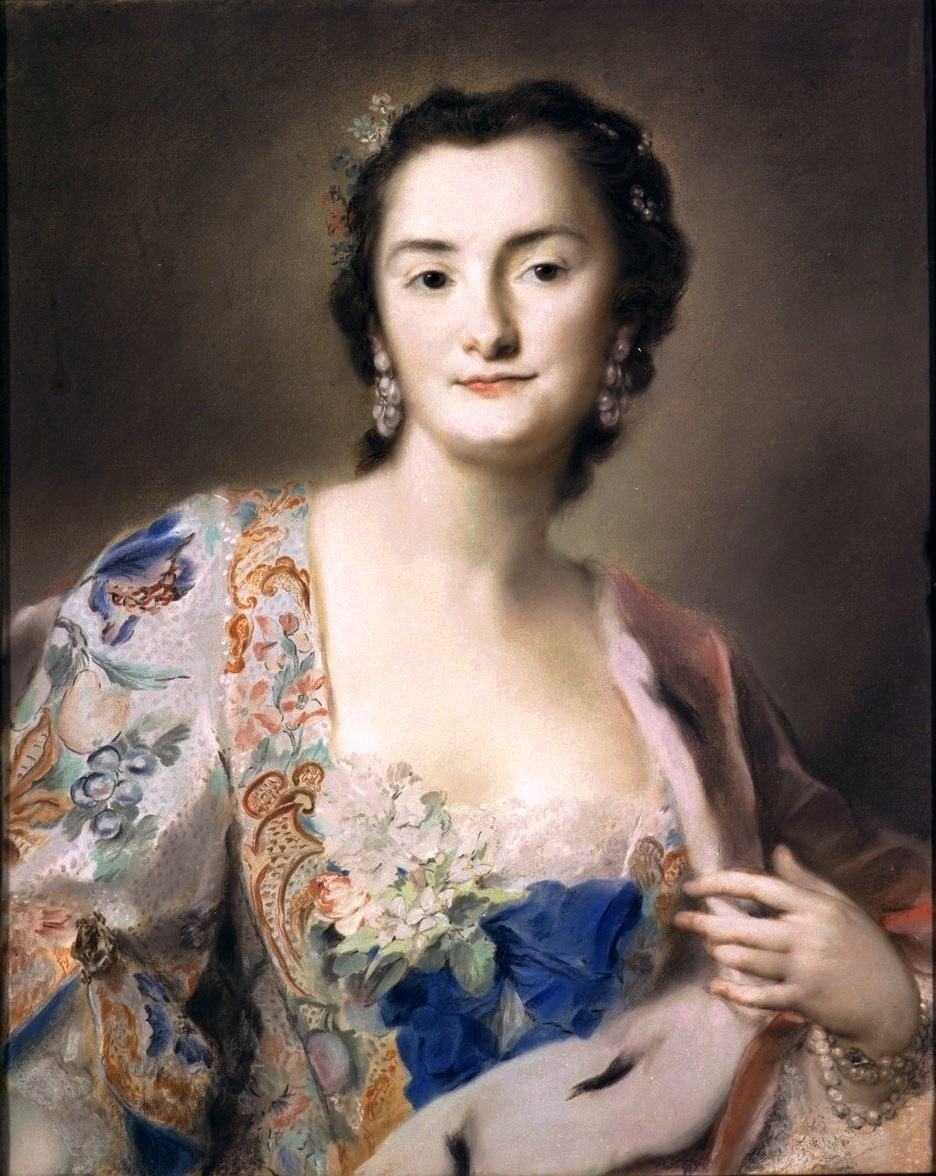
Anna Karolina Orzelska av Rosalba Carriera, 1730

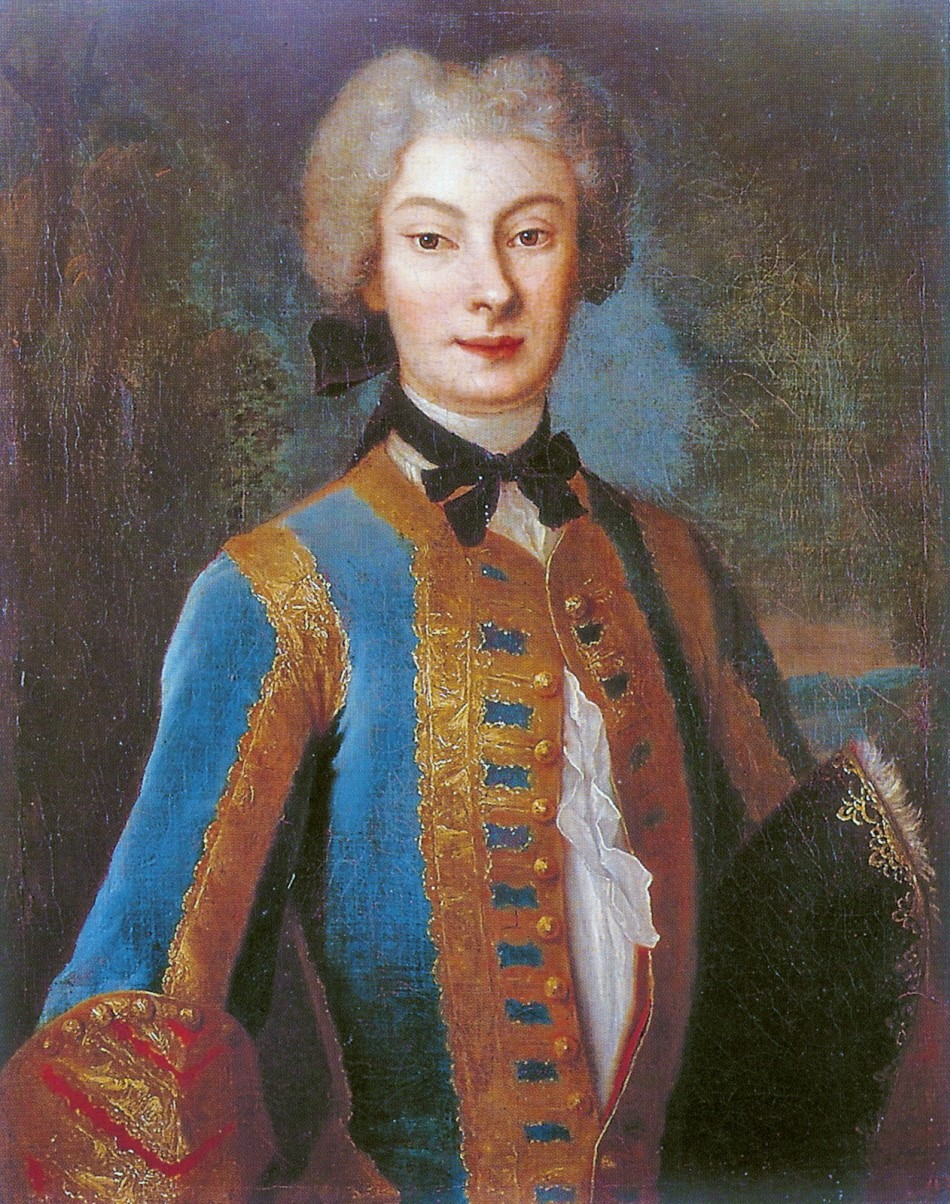
Anna Orzelska i riddräkt av Louis de Silvestre, 1730.

Anna Karolina Orzelska, född 23 november 1707 i Warszawa, död 27 september 1769 i Avignon, var en tysk prinsessa av Schleswig-Holstein-Sonderburg-Beck, dotter till Polens kung kurfurst August den starke av Sachsen.

## Biografi
Anna Karolina var utomäktenskaplig dotter till August den starke och fransyskan Henriette Rénard. År 1723 mötte hon sin halvbror, greve Friedrich August Rutowski, och följde honom till faderns hov i Dresden, där hon den 19 september 1724 blev erkänd av sin far och fick titeln grevinnan Orzelska.
Anna Karolina blev faderns favoritbarn och även utan formell bildning blev hon en av hovets centralfigurer. Faderns hov ansågs vid denna tid vara ett av de mest skandalösa i Europa, och hon uppmärksammades för sina kärleksaffärer och sin vana att dricka, röka och klä sig i manskläder – hon uppträdde ofta i uniform. Åren 1728–29 hade hon en diskret relation med den blivande Fredrik den store, ofta ansedd som dennes enda kärleksrelation med en kvinna; Fredrik dedicerade verser till henne. 
År 1730 mottog hon en hemgift på 300 000 thaler från fadern och gifte sig med prins Karl Ludwig Frederick av Schleswig-Holstein-Sonderburg-Beck, yngre bror till hertig Fredrik Vilhelm II, i Dresden den 10 augusti 1730. Det fick en son, Karl Frederick (1732–1772), generalmajor i Sachsens armé men död ogift. 1733 dog fadern och Anna Karolina separerade från maken; hon flyttade till Venedig medan Karl Ludwig bodde i Königsberg. Hon ska till sin död ha varit involverad i "skandalösa" aktiviteter.